# Diego Pérez (tenisista)
Diego Pérez (ur. 9 lutego 1962 w Montevideo) – urugwajski tenisista, reprezentant kraju w Pucharze Davisa.

## Kariera zawodowa
Pérez w przeciągu swej kariery zwyciężył w jednym turnieju ATP w grze pojedynczej oraz trzech w grze podwójnej. Najwyższe – 27. miejsce w singlu osiągnął podczas notowania 9 lipca 1984. 3 sierpnia 1987 zanotował 37. pozycję w deblu, co było jego najwyższą lokatą.
Tenisista reprezentował Urugwaj w Pucharze Davisa od 1979 roku, czyli jeszcze przed otrzymanie statusu profesjonalnego. Rozegrał łącznie osiemdziesiąt trzy spotkania – pięćdziesiąt cztery w singlu i dwadzieścia dziewięć w deblu. Łącznie odniósł trzydzieści dziewięć zwycięstw i czterdzieści cztery porażki.

### Wielki Szlem
Diego Pérez wielokrotnie brał udział w turniejach zaliczanych do Wielkiego Szlema. Jego najlepszym wynikiem w singlu była czwarta runda (1/8 finału) French Open 1992. Również w deblu rywalizował w zmaganiach wielkoszlemowych. Trzecią rundę (1/8 finału) osiągnął podczas French Open w 1987 i 1990 oraz w US Open 1987. W zmaganiach gry mieszanej zaliczył 1/8 finału podczas French Open 1990.

### Statystyki
| Legenda            |
| Wielki Szlem       |
| Tennis Masters Cup |
| ATP Masters Series |
| ATP World Tour     |

#### Zwycięstwa w grze pojedynczej
| Nr | Rok  | Turniej  | Nawierzchnia | Przeciwnik w finale | Wynik finału |
| 1. | 1985 | Bordeaux | Ceglana      | Jimmy Brown         | 6:4, 7:6     |

#### Zwycięstwa w grze podwójnej
| Nr | Rok              | Turniej   | Nawierzchnia | Partner           | Przeciwnicy w finale             | Wynik finału |
| 1. | 14 września 1981 | Palermo   | Ceglana      | José Luis Damiani | Jaime Fillol Sr. Belus Prajoux   | 6:1, 6:4     |
| 2. | 9 listopada 1992 | São Paulo | Ceglana      | Francisco Roig    | Christer Allgardh Carl Limberger | 6:2, 7:6     |
| 3. | 22 sierpnia 1994 | Umag      | Ceglana      | Francisco Roig    | Karol Kučera Paul Wekesa         | 6:2, 6:4     |

#### Występy singlowe w Wielkim Szlemie
| Turniej                 | 1981 | 1982 | 1983 | 1984 | 1985 | 1986 | 1987 | 1988 | 1989 | 1990 | 1991 | 1992 | 1993 | W–L   |
| ----------------------- | ---- | ---- | ---- | ---- | ---- | ---- | ---- | ---- | ---- | ---- | ---- | ---- | ---- | ----- |
| Turnieje wielkoszlemowe |      |      |      |      |      |      |      |      |      |      |      |      |      |       |
| Australian Open         | A    | A    | A    | A    | A    | A    | A    | A    | A    | A    | 1R   | A    | 1R   | 0–2   |
| French Open             | 3R   | 2R   | 2R   | 1R   | 1R   | 2R   | 1R   | A    | 2R   | 3R   | 2R   | 4R   | 1R   | 12–12 |
| Wimbledon               | A    | A    | A    | A    | A    | A    | A    | A    | A    | 1R   | A    | A    | 1R   | 0–2   |
| US Open                 | A    | A    | A    | 1R   | 2R   | 1R   | 3R   | A    | 1R   | A    | A    | A    | A    | 3–5   |
| Wygrane–Przegrane       | 2–1  | 1–1  | 1–1  | 0–2  | 1–2  | 1–2  | 2–2  | 0–0  | 1–2  | 2–2  | 1–2  | 3–1  | 0–3  | 15–21 |

#### Występy deblowe w Wielkim Szlemie
| Turniej                 | 1979 | 1980 | 1981 | 1982 | 1983 | 1984 | 1985 | 1986 | 1987 | 1988 | 1989 | 1990 | 1991 | 1992 | 1993 | W–L  |
| ----------------------- | ---- | ---- | ---- | ---- | ---- | ---- | ---- | ---- | ---- | ---- | ---- | ---- | ---- | ---- | ---- | ---- |
| Turnieje wielkoszlemowe |      |      |      |      |      |      |      |      |      |      |      |      |      |      |      |      |
| Australian Open         | A    | A    | A    | A    | A    | A    | A    | A    | A    | A    | A    | A    | 1R   | A    | 1R   | 0–2  |
| French Open             | 1R   | A    | A    | 1R   | 1R   | 2R   | A    | A    | 3R   | 1R   | 1R   | 3R   | 1R   | 1R   | 1R   | 5–11 |
| Wimbledon               | A    | A    | A    | A    | A    | A    | A    | A    | A    | A    | A    | A    | A    | 1R   | A    | 0–1  |
| US Open                 | A    | A    | A    | A    | A    | A    | 1R   | A    | 3R   | A    | 2R   | A    | A    | A    | A    | 3–3  |
| Wygrane–Przegrane       | 0–1  | 0–0  | 0–0  | 0–1  | 0–1  | 1–1  | 0–1  | 0–0  | 4–2  | 0–1  | 1–2  | 2–1  | 0–2  | 0–2  | 0–2  | 8–17 |